# بیلبو ۲۹۹۱
سیارک ۲۹۹۱ (به انگلیسی: 2991 Bilbo، نامگذاری:1982HV) دو هزار و نهصد و نود و یکمین سیارک کشف شده‌است که در ۲۱ آوریل ۱۹۸۲ کشف شد.
قدر مطلق سیارک برابر ۱۳٫۵۰ است.